# Divadlo E. F. Buriana
Le Divadlo E. F. Buriana (littéralement en français Théâtre E.F. Buriana) est une scène théâtrale fondée en 1960 à Prague.

## Histoire
Situé rue Na Poříčí (cs) à l'emplacement de l'ancien D 34 fondé par Emil František Burian, il est dirigé à sa création par le metteur en scène Karel Novák (cs),. Le Divadlo E. F. Buriana, dans le style des pièces de Bertold Brecht, produit des scènes dont les messages politiques sont clairs. Evžen Sokolovský le dirige à partir de 1968. Durant la période dite de la normalisation en Tchécoslovaquie, le théâtre stagne artistiquement. Son directeur est alors l'acteur tchèque Josef Větrovec (cs). 
En 1991, bien que dirigé par Jaromír Pleskot (cs) dans la période post-révolutionnaire, le théâtre ferme.
Depuis 1994, le Divadlo Archa (cs) en occupe les anciens locaux.

## Productions
- 1961 : Friedrich Dürrenmatt, Frank V (mise en scène de Karel Novák)
- 1963 : Tennessee Williams, Vytetovaná růže (mise en scène de Karel Novák)
- 1968 : František Langer, Jízdní hlídka (mise en scène de Jan Bartoš)
- 1969  : Vítězslav Nezval, Manon Lescaut (mise en scène de Josef Palla)[3].